# Bezirksamt Pirmasens (Gebäude)
Das ehemalige Königlich Bayerische Bezirksamt ist ein denkmalgeschütztes gründerzeitliches Gebäude in Pirmasens, in dem sich heute die Verwaltung der Verbandsgemeinde Pirmasens-Land befindet. Bekanntheit erlangte es als Schauplatz des blutigen Endes der Herrschaft pfälzischer Separatisten über Pirmasens im Jahre 1924. Historisch war es der Sitz der Verwaltung des Bezirksamts Pirmasens, des heutigen Landkreises Südwestpfalz, es erfüllte damit die Funktion eines Landratsamts oder Kreisverwaltung.

## Lage
Das alte Bezirksamt befindet sich in der Bahnhofstraße 19 am Rande des Stadtzentrums. Es liegt zwischen der Hauptverwaltung der Sparkasse Südwestpfalz und der ehemaligen Schuhfabrik Ludwig Kopp, gegenüber befindet sich der Behördenkomplex des Amtsgerichts Pirmasens.

## Geschichte

### Errichtung
Das Gebäude wurde in den Jahren 1882/1883 vom Grünstädter Architekten Ludwig von Stempel errichtet, der zu diesem Zeitpunkt als Assessor beim Landbauamt Kaiserslautern tätig war. Stempel errichtete in der Pirmasenser Bahnhofstraße ebenfalls das schräg gegenüberliegende Amtsgerichtsgebäude und das gründerzeitliche Hauptpostamt der Stadt. Der Zweck des Gebäudes war als Verwaltungssitz des Bezirksamts Pirmasens, dem Vorläufer des Landkreises Pirmasens bzw. Südwestpfalz. Von 1913 bis 1914 wurde es umgebaut und aufgestockt.
1907 kam Wilhelm Frick, der spätere Reichsinnenminister unter den Nationalsozialisten, als Assessor an das Bezirksamt. Ab 1914 war er Vorstand der Behörde. Er blieb bis 1917 in Pirmasens, als er sich als Regierungsassessor zur Polizeidirektion München versetzen ließ.

### Sturm auf das Bezirksamt

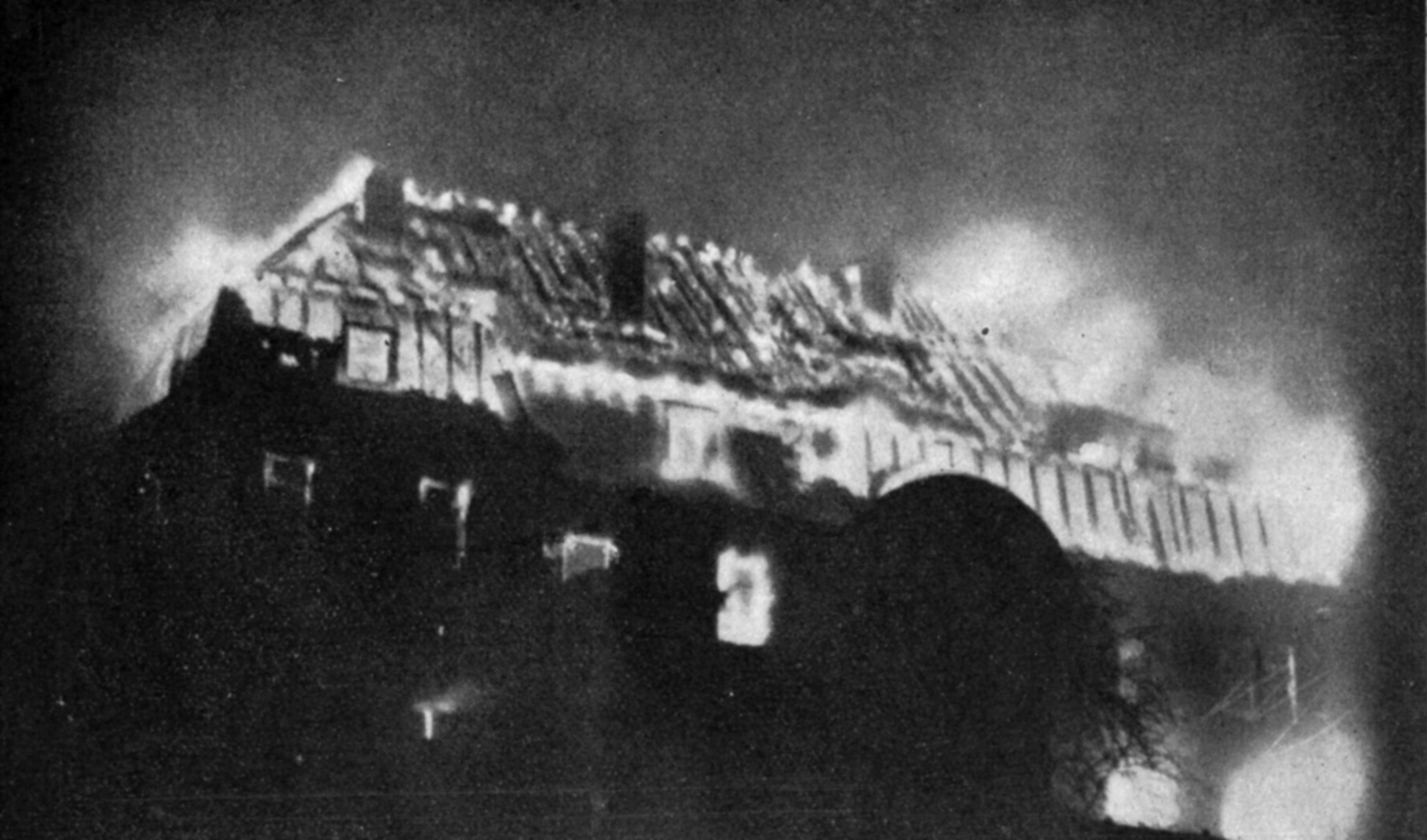
Das brennende Bezirksamt am 12. Februar 1924

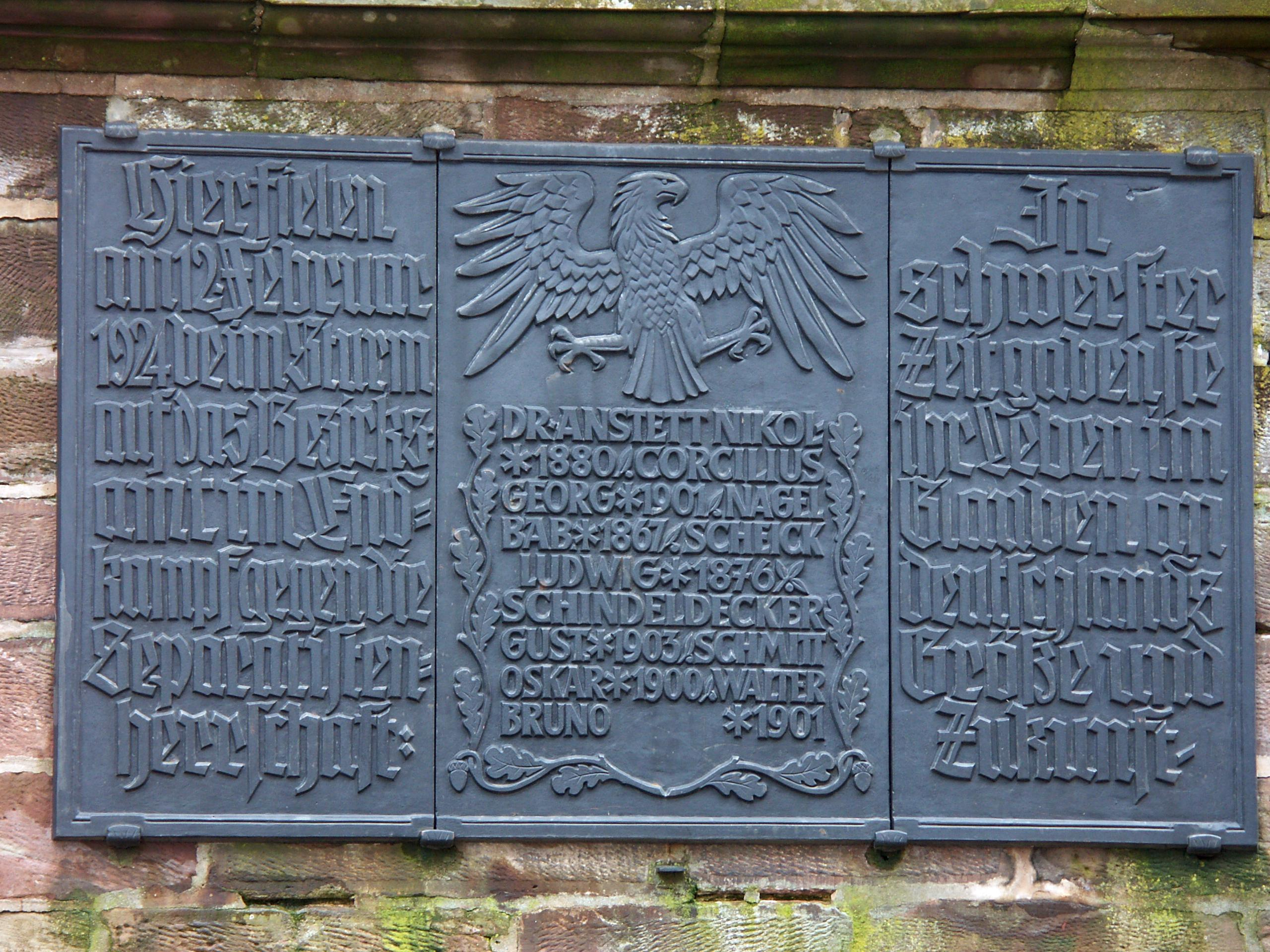
Die Gedenktafel von 1936 zum Ereignis

Im Laufe des Jahres 1923 wurde Pirmasens eine der Hochburgen des von der französischen Besatzungsmacht unterstützten pfälzischen Separatismus. Die Separatisten hatten die Stadt am 29. November 1923 mit 300 Mann unter Führung des ehemaligen Syndikus des Pfälzer Schuhfabrikantenvereins, Albert Schwaab, besetzt. Sie machten das Bezirksamtsgebäude zu ihrem Sitz und versuchten, von hier aus die Stadt unter ihre Kontrolle zu bringen. Sie fanden jedoch wenig dauerhafte Unterstützung in der Bevölkerung, außerdem widersetzte sich ihnen die amtierende Stadtregierung unter dem 3. Bürgermeister Adolf Ludwig (der Oberbürgermeister Otto Strobel und sein Stellvertreter Friedrich Kömmerling waren von den Franzosen verhaftet worden). Die Separatisten konnten aufgrund ausbleibender französischer Unterstützung und des anhaltenden Widerstands der bayerischen Verwaltungsbeamten keine wirksame Kontrolle über das Gebiet errichten und die Lage der Bevölkerung nicht verbessern. Mit der Beschlagnahmung von Lebensmitteln und häufigen Verhaftungen wie auch von Bürgermeister Ludwig erzeugten sie weiteren Unmut.
Nachdem Anfang Februar 1924 ein Aufstand von Rotgardisten hinzukam, die das Rathaus plünderten und besetzten, konnte man für kurze Zeit von vier Stadtregierungen gleichzeitig sprechen: Die Separatisten im Bezirksamt, die Rotgardisten im Alten Rathaus, die verbleibende Stadtregierung unter dem Rechtsrat Helmut Stempel im Exerzierplatzschulhaus und die französische Militärregierung mit ihrem Stützpunkt im Hotel Schwan am Exerzierplatz. Am 4. Februar sendete der Bürgermeistervertreter Stempel einen Hilferuf per Telegramm an das Auswärtige Amt in Berlin und die Interalliierte Rheinlandkommission in Koblenz.
Während die Stadtregierung mit den Rotgardisten einen friedlichen Abzug gegen Lebensmittelrationen aushandeln konnte, sollte die Herrschaft der Separatisten in einem Blutbad enden. Als diese am 12. Februar 1924 versuchten, das Wiedererscheinen der Pirmasenser Zeitung zu unterbinden, deren Herausgabe zwischenzeitlich verboten wurde, protestierte eine Menge vor dem Verlagsgebäude. Der von der bayerischen Abwehrstelle zur Separatistenabwehr in Heidelberg instruierte Bankbote Albert Gießler führte die Menge vor das Bezirksamt, wo er den Abzug der Separatisten aus der Stadt verlangte. Nachdem diese sich weigerten, versuchte er sich mit bewaffneten Freiwilligen Zugang zum Gebäude zu verschaffen, woraufhin die Separatisten Schüsse abgaben. Um den Separatisten kein genaues Ziel zu bieten, stellte man in der Folge das Licht in der Straße ab. Die Feuerwehr rückte auf Seiten der Angreifer an und versuchte, Wasser in das Gebäude zu spritzen, wodurch jedoch nicht einmal die Fenster eingedrückt wurden. Der französische Delegierte befahl den Abzug der Feuerwehr, unternahm jedoch nichts zum Schutz der Separatisten. Das Gebäude wurde zuerst in Brand gesteckt und dann erstürmt. Dabei wurden alle dort noch verschanzten Separatisten gelyncht. Auf ihrer Seite starben 16 Menschen, auf Seiten der Angreifer sieben. Am Abend eingetroffene französische Kolonialtruppen griffen erst nach Ende der Kämpfe ein und verhängten bis zum 3. März des Jahres den Belagerungszustand über die Stadt.
In der Folge wurde das ausgebrannte Gebäude wiederaufgebaut, unter den Nationalsozialisten brachte man 1936 gegenüber am Amtsgericht eine Gedenktafel an, die jedoch nur an die Toten auf Seiten der Angreifer erinnerte. Diese Tafel befindet sich trotz zwischenzeitlichem Abhängen nach dem Zweiten Weltkrieg heute noch dort, lediglich das Hakenkreuz wurde entfernt.

### Weitere Nutzung
Zum 1. Januar 1939 wurden die bayerischen Bezirksämter an das preußische Benennungsschema angepasst und in Landkreise umbenannt, das Gebäude diente fortan der Kreisverwaltung bzw. dem Landratsamt des Landkreises Pirmasens. Den Zweiten Weltkrieg überstand es unbeschadet, während 90 Prozent der Innenstadt von Pirmasens zerstört wurden. In der Nachkriegszeit wurde das Gebäude zu klein für die Bedürfnisse des 1969 in der Kommunalreform um Teile der Kreise Zweibrücken und Bergzabern erweiterten Landkreises. Der Kreistag beschloss im gleichen Jahr die Errichtung eines Neubaus auf dem Sommerwald. Dieser wurde im Juni 1973 unter Landrat Klaus-Dieter Uelhoff nach zweijährigen Bauarbeiten fertiggestellt und von der Kreisverwaltung bezogen. In das alte Bezirksamtsgebäude zog an deren Stelle die Verwaltung der neu gebildeten Verbandsgemeinde Pirmasens-Land.

## Architektur

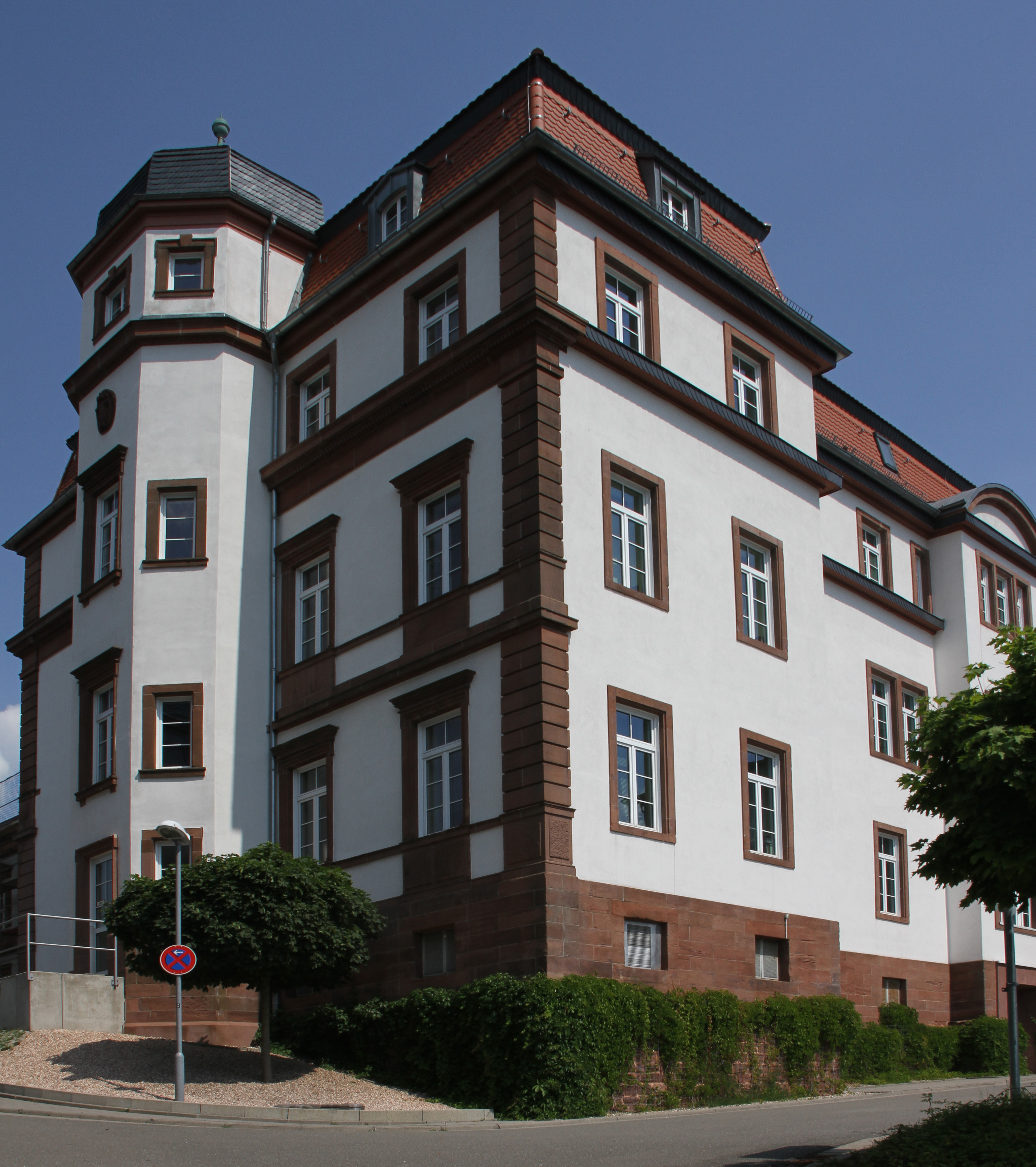
Der seitliche Halbturm

Das Bezirksamtsgebäude ist ein dreigeschossiger barockisierender Mansarddachbau. Der Kern des Gebäudes stammt aus den 1880er Jahren, seine Fassadengliederung entspricht der ausgeprägten Neorenaissance des Architekten Stempel, zu erkennen beispielsweise an den Rundgiebeln der Fensterverdachungen im ersten Stockwerk.
Das heutige Erscheinungsbild verdankt das Gebäude im Wesentlichen der Erweiterung von 1913 bis 1914, bei der das zweite Obergeschoss und wohl auch die Seitenachsen hinzugefügt wurden. Der Mittelrisalit mit bayerischem Wappen wurde erhöht und ein viergeschossiger Halbturm an die nordwestliche (von vorne betrachtet rechte) Seite des Gebäudes angebaut. Dort befand sich auch ein eingeschossiges Nebengebäude, welches jedoch spätestens im Zuge der Umbauten des benachbarten Sparkassengebäudes bis zum Jahr 2007 abgetragen wurde.